# المثامعة (المخادر)

تعديل مصدري - تعديل

المثامعة هي إحدى قرى عزلة بني سرحة بمديرية المخادر التابعة لمحافظة إب، بلغ تعداد سكانها 1030 نسمة حسب تعداد اليمن لعام 2004.